# Tomb Raider: The Angel of Darkness
Tomb Raider: The Angel of Darkness er sjette computerspil i Eidos Interactives Tomb Raider-serie, og sidste udgivelse fra Core Design, hvorefter Crystal Dynamics overtog fremtidig udvikling. Soundtracket er komponeret af Peter Connelly og Martin Iveson, og indspillet med London Symphony Orchestra. Det fortsætter historien fra Tomb Raider: The Last Revelation og Tomb Raider Chronicles hvor Lara Croft formodes død og efterladt i et kollapset tempel i Egypten.

## Gameplay
Tekst mangler, hjælp os med at skrive teksten

## Historie
Tekst mangler, hjælp os med at skrive teksten

## Modtagelse
Johannes Wørts fra gamepad.dk giver 3½, blandt andet fordi at "for hver ny udgivelse har fans af den smækre Lara Croft, været nødt til at græde en smule og håbe på at det blev bedre næste gang. Det gjorde det bare ikke..." Stefan K. Larsen fra boomtown.dk giver 6 / 10, hvor især gameplayet, vurderet til 2, trækker gennemsnittet ned. Anmelderen skrev følgende om gameplayet: "Elendig styring, sløve animationer, dårlige kameravinkler, tydeligt ufærdigt produkt".
Spillet fik generelt ikke en god modtagelse, og producer på Tomb Raider: Legend mener at Core Design mistede passionen for deres eget spil da de lavede The Angel of Darkness.

## Fodnoter
1. ↑  Anmeldelse af "Lara Croft Tomb Raider: The Angel of Darkness" på gamepad.dk (Webside ikke længere tilgængelig). Hentet 13. april 2008.
2. ↑  Anmeldelse af "Lara Croft Tomb Raider: The Angel of Darkness" på boomtown.dk
3. ↑  "Lara Croft Trades Bust For Brains, Regrets Killing Animals In 'Legend'" (Webside ikke længere tilgængelig)

| computerspil | Spire Denne computerspilsrelaterede artikel er en spire som bør udbygges. Du er velkommen til at hjælpe Wikipedia ved at udvide den. |